# Sztepan Mihajlovics Sztojko
Sztepan Mihajlovics Sztojko (ukránul: Степан Михайлович Стойко; Kricsfalu, Csehszlovákia, 1920. március 14. – Lviv, 2020. október 22.) ukrán botanikus, tudós. A biológiai tudományok doktora, az Ukrán Nemzeti Tudományos Akadémia Kárpátok Ökológiai Intézetének tudományos főmunkatársa, az Ukrán Erdészettudományi Akadémia tagja volt.
Oktatott az Ivan Franko Lvivi Nemzeti Egyetem Geográfiai Tanszékén is. Tudományos tevékenységének fő területe az Ukrán-Kárpátok, Roztoccsa, valamint Podólia nyugati része erdeinek botanikája és növényföldrajza volt. Magyarul, csehül, szlovákul és lengyelül is beszélt. Aktív tagja volt a Lembergi Magyarok Kulturális Szövetségének.

## Életrajza
Huszton járt gimnáziumba, amelyet 1938-ban fejezett be.